# María Mercedes González y Benavides
María Mercedes González y Benavides fue una actriz Argentina que debutó en el teatro de la Ranchería en Buenos Aires el 6 de abril de 1788.
Debido a las pocas cantantes, bailarinas y actrices la contrataron por cien pesos ya que a sus dotes de actriz poseía condiciones para el baile.
En esa época en su país el oficio de actriz era considerado inmoral por lo que su propio padre le inició juicio para impedir que actuara porque dañaba a la moral de toda su familia, después de seis meses de litigio la justicia falló a favor de ella. Además se la autorizó a "dedicarse a cualquier ejercicio con que sufragar su manutención."
Era viuda y con tres hijos.